# Sebastian Radakovics
Sebastian Radakovics (* 20. November 1990 im Burgenland) ist ein österreichischer Fußballspieler auf der Position eines Abwehrspielers. Zurzeit spielt er für den Grazer AK in der drittklassigen österreichischen Regionalliga Mitte.

## Karriere
Radakovics begann seine Karriere in Güttenbach im Burgenland beim dortigen Sportverein. Danach wechselte er zum BNZ Burgenland. Bis Juli 2006 war Radakovics am BNZ Burgenland, ehe er zur Akademie des Grazer AKs wechselte. Von Juli 2006 bis Jänner 2007 besuchte er die Akademie, bevor er von den Amateuren des Grazer AKs in den Kader aufgenommen wurde. Im Juli desselben Jahres wurde Radakovics in den Kader der Profimannschaft vom GAK aufgenommen, die er aber nach einem Jahr, im Juli 2008 wieder verließ um zur Jugend von Red Bull Salzburg zu wechseln. Bei den Grazern absolvierte er 12 Spiele, erzielte dabei aber keinen Treffer. Für die Red Bull Juniors kam er bis dato  zu 22 Ligaspielen in der Ersten Liga, in denen er einen Treffer bejubeln konnte, sowie zu drei ÖFB-Cup-Spielen. Für die Saison 2010/11 wurde er an den TSV Hartberg verliehen, wo er zu sieben Spielen in der Ersten Liga und einem Einsatz im ÖFB-Cup (ein Tor) kam. Im Sommer 2011 wechselte er zum Grazer AK zurück, jedoch dauerte es aufgrund einer langwierigen Schambeinentzündung bis zum 21. Oktober 2011, ehe er sein erstes Meisterschaftsspiel der Saison 2011/12 für die Rotjacken absolvieren konnte.